# Ponanella erusa
Ponanella erusa är en insektsart som beskrevs av Delong 1976. Ponanella erusa ingår i släktet Ponanella och familjen dvärgstritar. Inga underarter finns listade i Catalogue of Life.